# Barnesville, Minnesota
Barnesville là một thành phố thuộc quận Clay, tiểu bang Minnesota, Hoa Kỳ. Năm 2010, dân số của thành phố này là 2563 người.

## Dân số
- Dân số năm 2000: 2173 người.
- Dân số năm 2010: 2563 người.